# 木尔坦县
木尔坦县为巴基斯坦旁遮普省的一个县。该县总面积3,721 km2 (1,436.7 sq mi)，总人口3,116,851（1998），其中41.64%生活在市区。 行政中心位于木尔坦市。该县主要使用乌尔都语。

## 行政区划
木尔坦县分为4个乡。